# Mylon LeFevre
Mylon LeFevre (Gulfport, 6 ottobre 1944 – 8 settembre 2023) è stato un cantante e chitarrista statunitense, noto per essere stato il leader e il fondatore del gruppo Christian rock White Heart e per la sua carriera solista.

## Biografia
Richiesto turnista già dai primi anni 1970, ebbe modo di collaborare con artisti del calibro di Elton John, Billy Joel, Little Richard, Alvin Lee, e fu inoltre presente in tutti gli album solisti di Kerry Livgren.
Nel 1987 vinse un Grammy Awards per la miglior performance gospel per il brano Crack In the Sky.
Nel 1980 fondò il gruppo White Heart, ma proseguì la sua carriera solista.

## Discografia solista
- 1964: New Found Joy
- 1968: Your Only Tomorrow
- 1970: Mylon (We Believe)
- 1971: With Holy Smoke
- 1972: Over the Influence
- 1973: On the Road to Freedom (with Alvin Lee)
- 1977: Weak at the Knees
- 1978: Love Rustler
- 1980: Rock 'N Roll Resurrection
- 1982: Brand New Start
- 1983: More
- 1983: Live Forever
- 1985: Sheep In Wolves Clothing
- 1986: Look Up!
- 1987: Crack the Sky
- 1988: Face the Music
- 1989: Big World
- 1990: Crank It Up
- 1992: A Decade of Love
- 1993: Faith, Hope, & Love